# Phoenix Pyeongchang
Phoenix Pyeongchang (tiếng Hàn Quốc: 휘닉스 평창), còn được gọi là Công viên tuyết Phoenix hoặc Công viên tuyết Bokwang, là một khu nghỉ mát trượt tuyết nằm ở Bongpyeong-myeon, Pyeongchang, Hàn Quốc.
Nơi đây là địa điểm tổ chức các nội dung thi đấu môn trượt tuyết tự do và môn trượt ván trên tuyết tại Thế vận hội Mùa đông 2018 và Thế vận hội Người khuyết tật Mùa đông 2018.
Địa điểm có sức chứa 18.000 người (10.200 chỗ ngồi và 7.800 chỗ đứng).
Nơi đây là một trong những địa điểm quay bộ phim truyền hình Trái tim mùa thu.